# Torfowiska źródliskowe koło Łabędnika
Torfowiska źródliskowe koło Łabędnika este o arie protejată (sit de importanță comunitară — SCI) din Polonia întinsă pe o suprafață de 26,95 ha, integral pe uscat.

## Localizare
Centrul sitului Torfowiska źródliskowe koło Łabędnika este situat la coordonatele 54°11′49″N 21°00′04″E / 54.197°N 21.0012°E.

## Înființare
Situl Torfowiska źródliskowe koło Łabędnika a fost declarat sit de importanță comunitară în octombrie 2009 pentru a proteja 1 specie de animale.

## Biodiversitate
Situată în ecoregiunea continentală, aria protejată conține 2 habitate naturale: Izvoare petrifiante cu formare de travertin (Cratoneurion), Păduri aluvionare cu Alnus glutinosa și Fraxinus excelsior (Alno-Padion, Alnion incanae, Salicion albae).
La baza desemnării sitului se află o specie protejată de  mamifere: castor (Castor fiber).